# Mycetophila confluens
Mycetophila confluens är en tvåvingeart som beskrevs av Dziedzicki 1884. Mycetophila confluens ingår i släktet Mycetophila och familjen svampmyggor. Arten är reproducerande i Sverige. Inga underarter finns listade i Catalogue of Life.